# Figlie di San Francesco d'Assisi
Le Figlie di San Francesco d'Assisi, dette di Esztergom, (in inglese Daughters of St. Francis of Assisi) sono un istituto religioso femminile di diritto pontificio: le suore di questa congregazione pospongono al loro nome la sigla C.F.S.F.

## Storia
La congregazione venne fondata a Esztergom, in Ungheria, nel 1894 da Anna Brunner (1851-1911).
Pur senza l'approvazione vescovile, la Brunner e alcune compagne, tutte provenienti dalla Svizzera, presero a visitare gli ammalati a domicilio: l'arcivescovo di Esztergom incaricò il gesuita padre Tomcsanyi di esaminare la fraternità, quindi di redigere delle costituzioni per le religiose (approvate dal presule il 30 settembre 1904).
L'istituto, aggregato all'Ordine dei Frati Minori Conventuali dal 12 novembre 1940, ricevette il pontificio decreto di lode il 25 gennaio 1935 e venne approvato definitivamente dalla Santa Sede il 25 gennaio 1945.

## Attività e diffusione
Le Figlie di San Francesco si dedicano alla cura degli ammalati, sia negli ospedali che a domicilio.
Sono presenti in Romania, Slovacchia, Stati Uniti d'America, Ucraina e Ungheria: la sede generalizia, già a Budapest, dal 1992 è a Bratislava.
Al 31 dicembre 2005 l'istituto contava 265 religiose in 12 case.